# リスボン軍用飛行場
リスボン軍用飛行場（ポルトガル語：Aeródromo Militar de Lisboa）または、第1交通飛行場（Aeródromo de Trânsito Nº1、AT1）は、ポルトガルリスボン県リスボン郊外にあるポルトガル空軍の飛行場。最寄にはリスボン近郊鉄道（pt:CP Urbanos de Lisboa）シントラ線（pt:Linha de Sintra）アルヴェルカ駅（pt:Estação Ferroviária de Alverca）が西側にある。

## 歴史
リスボン軍用飛行場は第二次世界大戦中の1944年5月1日に開設し、首都防空を担う独立戦闘飛行隊が配備された。他に海軍航空隊B飛行隊が配備され対潜哨戒に従事した。
1955年に空軍の創設に伴い航空輸送任務に対応した第1基地飛行場となる。1978年10月1日には第1交通飛行場に改称され、ポルトガル軍における航空輸送の拠点として活用される。